# Liste der Mitglieder der Deutschen Akademie der Naturforscher Leopoldina/1914
Die Liste der Mitglieder der Deutschen Akademie der Naturforscher Leopoldina für 1914 enthält alle Personen, die im Jahr 1914 zum Mitglied ernannt wurden. Insgesamt gab es neun neu gewählte Mitglieder.

## Neu gewählte Mitglieder
| Nr.  | Name                                  | Geboren       | Aufnahme | Gestorben     | Fachsektion                              | Bild                                  |
| ---- | ------------------------------------- | ------------- | -------- | ------------- | ---------------------------------------- | ------------------------------------- |
| 3359 | Johannes Theodor Gustav Emil Fitting  | 23. Apr. 1877 | 13. Jan. | 6. Juli 1970  | Botanik                                  |                                       |
| 3360 | Walther Leonhard Wangerin             | 15. Apr. 1884 | 15. Apr. | 19. Apr. 1938 | Botanik                                  |                                       |
| 3361 | Otto Marburg                          | 25. Mai 1874  | 20. Apr. | 13. Juni 1948 | Wissenschaftliche Medizin                | Otto Marburg                          |
| 3362 | Friedrich Wilhelm August Martius      | 7. Sep. 1850  | 28. Apr. | 1. Okt. 1923  | Wissenschaftliche Medizin                | Friedrich Wilhelm August Martius      |
| 3363 | Louis Carl Heinrich Friedrich Paschen | 22. Jan. 1865 | 2. Mai   | 25. Feb. 1947 | Physik und Meteorologie                  | Louis Carl Heinrich Friedrich Paschen |
| 3364 | Georg Ferdinand Otfried Müller        | 31. Okt. 1873 | 22. Mai  | 1945          | Wissenschaftliche Medizin                |                                       |
| 3365 | Georg Clemens Perthes                 | 17. Jan. 1869 | 13. Jul. | 3. Jan. 1927  | Wissenschaftliche Medizin                | Georg Clemens Perthes                 |
| 3366 | Carl Ludwig Gustav Uhlig              | 29. Aug. 1872 | 21. Sep. | 12. Sep. 1938 | Anthropologie, Ethnologie und Geographie | Carl Ludwig Gustav Uhlig              |
| 3367 | Hendrik Enno Boeke                    | 12. Sep. 1881 | 17. Dez. | 6. Dez. 1918  | Mineralogie und Geologie                 |                                       |